# Eisenbahn-Revue International
Die Eisenbahn-Revue International (kurz ERI) ist eine seit Januar 1992 in der Schweiz erscheinende Eisenbahnfachzeitschrift mit Themenschwerpunkt Deutschland. Sie wird vom Verlag Minirex AG in Luzern herausgegeben und beschäftigt sich kritisch-engagiert vor allem mit der europäischen Eisenbahnwelt.
Die Eisenbahn-Revue International erschien zunächst mit sechs Ausgaben pro Jahr. 1995 und 1996 erschien sie mit je neun Heften, 1996 schliesslich wurde mit elf Ausgaben der Erscheinungsrhythmus dem der Schweizer Eisenbahn-Revue angepasst (August/September als Doppelausgabe). Die Auflage beträgt 5200 Exemplare.
Der Verlag hebt hervor, dass die Redaktion unabhängig von Bahnen und Industrie sei. So wache «im Gegensatz zu vergleichbaren Fachzeitschriften […] kein ‹Beirat› darüber, was publiziert wird und was nicht».
Im selben Verlag erscheinen seit 1978 die Schweizer Eisenbahn-Revue (SER, Auflage 10'100), seit 1995 Eisenbahn Österreich (EBÖ, Auflage 5400), seit 2006 Railway Update und seit 2010 Schienenverkehr aktuell. Die Inhalte der Publikationen sind teilweise identisch (mit länderspezifischen Schwerpunkten). Die Eisenbahn Österreich war bereits seit etwa 1959 in einem anderen Verlag erschienen.